# Fatimata
Fatimata est un prénom féminin qui vient d'Afrique de l'Ouest, équivalent de l'arabe Fatima, prénom de la dernière fille de Mahomet et Khadija. Son raccourci fréquent est Fatou et Fati . Une autre variante en est Fatoumata.
Fatimata se prononce en arabe littéraire fathima ou fatma, qui pourrait se traduire par éveillée ou douée d'intelligence[réf. nécessaire].